# Tardes
Tardes – miejscowość i gmina we Francji, w regionie Nowa Akwitania, w departamencie Creuse.
Według danych na rok 1990 gminę zamieszkiwały 154 osoby, a gęstość zaludnienia wynosiła 7 osób/km² (wśród 747 gmin Limousin Tardes plasuje się na 469. miejscu pod względem liczby ludności, natomiast pod względem powierzchni na miejscu 299.).